# Convair XB-46
El Convair XB-46 fue un único ejemplar de un bombardero medio a reacción experimental estadounidense que fue desarrollado a mitad de los años 40, pero que nunca entró en producción o en servicio activo. Compitió con diseños similares, el North American XB-45 y el Martin XB-48, que tuvieron poco uso tras el exitoso desarrollo del Boeing XB-47.

## Diseño y desarrollo

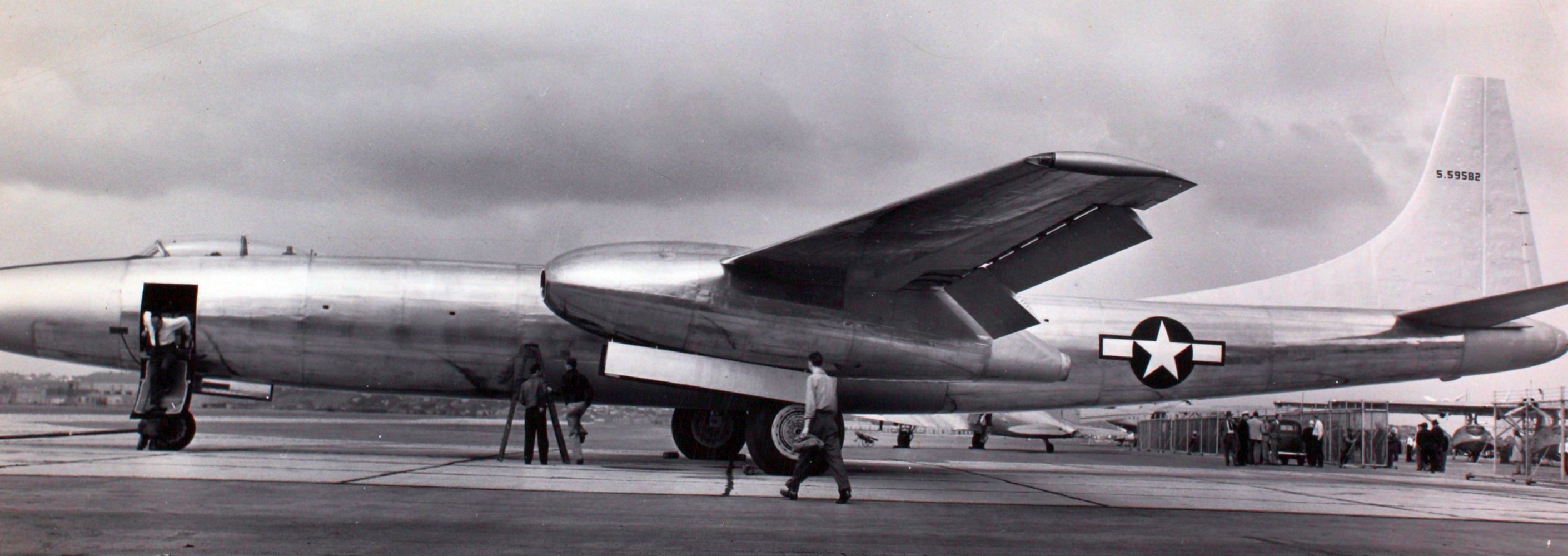
Detalle de los alerones y aerofrenos del XB-46.

En 1944, el Departamento de Guerra estaba al tanto de los avances en aviación en Alemania y emitió un requerimiento por un abanico de diseños de bombarderos medios desde los 36 287 kg hasta más de los 90 718 kg. Los otros diseños que resultaron de esta competición, a veces llamada clase del 45, incluían al North American XB-45 y al Martin XB-48. La obtención comenzó con un contrato de carta (coste-más-tarifa fija) el 17 de enero de 1945, con la inspección de maquetas y aprobación a principios de febrero. Siguieron las órdenes por tres prototipos el 27 de febrero del mismo año con ciertos cambios recomendados por el comité. Se asignaron los numerales 45-59582 a 59584. Problemas presupuestarios también provocaron que el contrato se cambiara a un tipo de precio-fijo.
En el otoño de 1945, Convair se encontró con que estaba compitiendo consigo misma cuando las USAAF se interesaron en un diseño poco ortodoxo de avión de ataque a reacción con ala de flecha invertida, el XA-44-CO en el que la compañía también había estado trabajando. Con el final de la Segunda Guerra Mundial restringiendo severamente los presupuestos, la compañía consideró cancelar el XB-46 en favor del otro proyecto, ya que no había suficientes fondos para ambos. Los dirigentes de la compañía arguyeron que sería más sensato permitirles completar el prototipo del XB-46 como una bancada básica, omitiendo el armamento y otros equipos, y para que las AAF les permitieran proceder con las dos células de XA-44 junto con los otros dos XB-46 del contrato. En junio de 1946, las AAF estuvieron de acuerdo en la sustitución, pero todos los proyectos fueron finalmente cancelados en diciembre de 1946, antes de que los prototipos fueran completados. El B-46 sería completado con solo el equipo necesario para probar sus capacidades de vuelo y sus características de manejo.
El XB-46 era un diseño agraciado y tenía un largo y ovalado fuselaje aerodinámico con forma de torpedo, largas alas rectas y estrechas en montaje semialto con cuatro turborreactores, construidos por Chevrolet, de once etapas y flujo axial J35-C3 de 17 kN de empuje estático, emparejados en una góndola integral bajo cada ala. El fuselaje resultó ser un problema, ya que se deformaba debido a las cargas de vuelo. Los pilotos se sentaban en tándem en una cabina presurizada de estilo caza bajo una única cubierta de lágrima de plexiglás, con el bombardero-navegador-operador de radio situado en una sección de morro de plexiglás transparente.
La recta ala tenía una relación de aspecto de 11,6 y estaba equipada con flaps tipo Fowler que se extendían más del 90 por ciento de la envergadura, en cuatro secciones. Los flaps se extendían gracias a actuadores eléctricos, y tenía alerones muy pequeños. Cada ala tenía cinco aerofrenos hechos de aleación perforada de magnesio. Las tomas de aire de los motores eran tomas ovales planas, con un conducto curvándose hacia abajo en una "S" plana hacia los motores, que estaban montados detrás del borde de ataque del ala. El poco usual sistema de control de vuelo utilizaba un sistema de tuberías neumáticas para transmitir las acciones de control de los pilotos y accionar varios sistemas, en lugar de los más típicos sistemas de control con líneas hidráulicas, manuales o eléctricas de la mayoría de los aviones de la época.
Las versiones de producción debían ser equipadas con un par de ametralladoras Browning M2 de 12,7 mm en una torreta de cola diseñada por la Emerson Electric Company y con provisión para llevar un sistema de óptica y puntería de control remoto APG-27, pero el prototipo no se equipó con armamento. Asimismo, se suponía que los aviones de producción iban a ser construidos con motores General Electric J47 de 23 kN de empuje estático en lugar de los J35 usados en el prototipo.

### Pruebas
El primer vuelo del XB-46 tuvo lugar el 2 de abril de 1947, después de un mes de pruebas de carreteo, y el bombardero tardó noventa minutos en salir de la planta de Convair en San Diego (California), y llegar al Muroc Army Airfield en el desierto. El piloto alabó sus cualidades de manejo. Las pruebas básicas de vuelo se realizaron en cinco meses, y en septiembre de 1947 concluyó tras 127 horas en el aire en 64 vuelos realizados por pilotos de pruebas tanto de la compañía Convair como de las AAF. La estabilidad y el control eran excelentes, pero había problemas de ingeniería con el deshielo de los motores, el sistema de aire de la cabina, y oscilaciones verticales causadas por resonancia armónica entre las alas y los aerofrenos. También había preocupación respecto a la capacidad de los tres tripulantes de salir del avión en caso de emergencia, ya que el plan de escape confiaba en el sistema neumático para mantener la escotilla principal abierta contra el flujo de aire. El avión fue aceptado el 7 de noviembre y entregado el 12 de noviembre de 1947.

### Cancelación
El programa del B-46 fue cancelado en agosto de 1947, incluso antes de que las pruebas de vuelo hubieran sido completadas, porque ya era obsoleto. El North American B-45 Tornado ya tenía órdenes de producción, e incluso sería eclipsado por las superiores prestaciones del Boeing B-47 Stratojet. Además, el voluminoso sistema de control de fuego por radar, que no fue instalado en el prototipo del XB-46, habría forzado sin duda un caro rediseño del esbelto fuselaje. Las pruebas siguientes investigaron el excesivo ruido, la vibración de la cola, y los problemas de estabilidad y control, y fueron realizadas en la Palm Beach Air Force Base, Florida, entre agosto de 1948 y agosto de 1949. Después de 44 horas de vuelo adicionales, el XB-46 fue retirado del servicio, ya que el coste de sostenimiento y mantenimiento, junto con una carencia de repuestos, había llegado a ser prohibitivo. Después de permanecer inactivo durante un año, fue volado a la Base de la Fuerza Aérea Eglin, Florida, en julio de 1950, donde su sistema neumático fue probado en las más frías condiciones en la gran instalación climática allí ubicada. La mayoría de los aviones a reacción de este periodo usaba sistemas hidráulicos o eléctricos, así que el sistema de control neumático de este avión ofrecía una oportunidad única de investigación. Cuando este programa de pruebas finalizó en noviembre de 1950, la Fuerza Aérea ya no tuvo más necesidad del XB-46, un hecho conocido en la prensa ya desde agosto, y el 13 de enero de 1951, la sección de morro fue enviada al Museo Nacional de la Fuerza Aérea de Estados Unidos en la Base de la Fuerza Aérea Wright-Patterson, Ohio, aunque parece que la sección de la célula no ha sobrevivido en la colección. El resto de la célula fue desguazado el 28 de febrero de 1952.

## Variantes
Model 109
Designación interna de la compañía, continuación de la de Vultee.
Model 1
Designación interna de la compañía.
XB-46
Designación dada por las USAAF, uno construido.

## Operadores
Estados Unidos
- Fuerza Aérea de los Estados Unidos

## Especificaciones

### Características generales
- Longitud: 32,2 m (105,8 ft)
- Envergadura: 34,5 m (113 ft)
- Altura: 8,5 m (27,9 ft)
- Superficie alar: 119,4 m² (1285,2 ft²)
- Peso vacío: 21 826 kg (48 104,5 lb)
- Peso cargado: 41 364 kg (91 166,3 lb)
- Peso máximo al despegue: 43 455 kg (95 774,8 lb)
- Planta motriz: 4× turborreactor Allison J35-A-3.
  - Empuje normal: 17,8 kN (1815 kgf; 4002 lbf) de empuje cada uno.

### Rendimiento
- Velocidad máxima operativa (Vno): 877 km/h (545 MPH; 474 kt) a 4580 m (15 000 pies)
- Velocidad crucero (Vc): 707 km/h (439 MPH; 382 kt) a 10 700 m (35 000 pies)
- Alcance: 4621 km (2495 nmi; 2871 mi)
- Techo de vuelo: 12 200 m (40 026 ft)
- Ascenso a 10 700 m (35 000 pies): 19 min

### Armamento
- Ametralladoras: 

  - 2x M3 de 12,7 mm en cola
- Bombas: 10 000 kg[2]

## Aeronaves relacionadas

### Aeronaves similares
- Boeing B-47 Stratojet
- Martin XB-48
- North American B-45 Tornado
- English Electric Canberra
- Ilyushin Il-22

### Secuencias de designación
- Secuencia Numérica (interna, continuación de Vultee): ← 105 - 106 - 108 - 109 - 110 - 111 - 112 →
- Secuencia Numérica (interna de Convair): 1 - 2 - 3 - 4 →
- Secuencia B-_ (Bombarderos del USAAC/USAAF/USAF, 1926-1962): ← B-43 - B-44 - B-45 - B-46 - B-47 - B-48 - B-49 →